# Elecciones generales de Uruguay de 1958
Las elecciones de 1958 llevadas a cabo en Uruguay el domingo 30 de noviembre de ese año, tenían como propósito la elección del gobierno nacional, y de todos los miembros del Poder Legislativo.

## Generalidades

Propaganda política en la explanada del Palacio Municipal, Montevideo.

De acuerdo con la Constitución de 1952, se eligieron los miembros del Consejo Nacional de Gobierno, ejecutivo colegiado de 9 integrantes.
Después de 9 décadas de gobiernos colorados, tuvo lugar un histórico triunfo del Partido Nacional. El mismo obtuvo 6 bancas en el Consejo Nacional de Gobierno; las otras 3 fueron para el Partido Colorado.
Junto a la elección del Poder Ejecutivo colegiado, se votaron los cargos de los 31 senadores y 99 diputados. El Partido Nacional obtuvo 17 senadores y 51 diputados; el Partido Colorado, 12 senadores y 38 diputados; la Unión Cívica del Uruguay, 1 senador y 3 diputados; el Partido Socialista del Uruguay, 1 senador y 3 diputados; el Partido Comunista del Uruguay, 2 diputados; y la Unión Demócrata Reformista, 2 diputados.

## Postulantes
En esta elección rigió el entonces usual sistema de doble voto simultáneo, por el cual cada partido podía presentar múltiples listas simultáneas de candidatos al Consejo Nacional de Gobierno. Los comparecientes fueron:
| Partido | Partido                                   | Candidatos | Votos                                  | Sublema                                                                                    |
| --- | ----------------------------------------- | --- | -------------------------------------- | ------------------------------------------------------------------------------------------ |
| | Partido Nacional                          | Martín Recaredo Echegoyen, Benito Nardone, Eduardo Víctor Haedo, Faustino Harrison, Justo M. Alonso, Pedro Zabalza Arrospide.           | 241.939 votos                          | "Dr. Luis Alberto de Herrera" (Representando a la alianza del Herrerismo con el Ruralismo) |
| Salvador Ferrer Serra, Javier Barrios Amorín, Alberto Gallinal Heber, Carlos María Penadés, Gervasio de Posadas Belgrano, Juan C. López Gutiérrez. | Partido Nacional                          | 230.649 votos | "Unión Blanca Democrática"             |                                                                                            |
| Ángel María Cusano, Amadeo J. Arosteguy, Francisco Mario Ubillos, Antonio María Fernández, Aparicio Méndez, Carlos A. Perera.                      | Partido Nacional                          | 26.522 votos | "Nacionalismo Intransigente"           |                                                                                            |
| | Partido Colorado                          | Manuel Rodríguez Correa, Ledo Arroyo Torres, Héctor Grauert, Amílcar Vasconcellos, Julio C. Estrella, Armando I. Barbieri.              | 215.881 votos                          | "Batllismo" (Lista 15)                                                                     |
| César Batlle Pacheco, Luis A. Brause, Juan P. Fabini, Orestes Lanza, Andrés Martínez Trueba, Armando Malet.                                        | Partido Colorado                          | 154.110 votos | "Por los Ideales de Batlle" (Lista 14) |                                                                                            |
| Washington Fernández, Eduardo Jiménez de Aréchaga, Carlos A. Surraco, Juan Enrique Llovet, Ceibal Artigas, Felisindo Castro.                       | Partido Colorado                          | 8.514 votos | "Unidad Batllista"                     |                                                                                            |
| | Partido Socialista del Uruguay            | Emilio Frugoni, Roberto Ibáñez, Aurelio V. Geronazzo, Adolfo Montiel Ballesteros, Leopoldo C. Agorio, Félix O. Borthagaray.             | 35.748 votos                           |                                                                                            |
| | Partido Comunista del Uruguay             | Francisco R. Pintos, Bernabé Michelena y Julio Baccino.                                                                                 | 27.080 votos                           |                                                                                            |
| | Unión Cívica del Uruguay                  | Dardo Regules, Juan Vicente Chiarino, Julio C. García Otero, Tomás G. Brena, Horacio Terra Arocena, Miguel Saralegui.                   | 37.625 votos                           |                                                                                            |
| | Partido Obrero Revolucionario             | Zulma Nogara, Luis Naguil, José Manginelli, Elena Amestoy, Luis A. Ponce, Tabaré García                                                 |                                        |                                                                                            |
| | Unión Demócrata Reformista                | Juan José Aguiar, José Martirené, Arsenio M. Bargo, José G. Antuña, León Peyrou, Alfredo Terra.                                         | 19.979                                 |                                                                                            |
| | Movimiento Renovador                      | Humberto May, Edgardo Ubaldo Genta, Enrique Buero Álvarez, Federico A. Soumestre, Héctor Lagarmilla, Julio Badano Repetto.              | 6.325 votos                            |                                                                                            |
| | Partido Laborista                         | Pedro Roirías, Héctor Rodríguez, Julio Díaz Peluffo, Elio Pereyra García, José Vila, Paz Timoteo Carballo                               |                                        |                                                                                            |
| | Partido Clases Pasivas y Seguridad Social | Andrés Folle Illa, Julio Aicardi, Jorge Servetti Sosa, Fileno Sosa, Valentín Pena Barreto, Dionisio Ramis                               |                                        |                                                                                            |
| | Frente Obrero Sindical                    | Ricardo Volpe |                                        |                                                                                            |
| | Partido Federal                           | No postuló candidatos al Consejo Nacional de Gobierno, pero sí al Parlamento, con Inocencio Aispuro al Senado y Hugo Besio a Diputados. |                                        |                                                                                            |

## Resultados
| Partido político                          | Sublema                                   | Votos al sublema                          | Porcentaje en el total                    | Consejo Nacional de Gobierno | Votos al partido | Porcentaje | Senadores | Diputados |
| ----------------------------------------- | ----------------------------------------- | ----------------------------------------- | ----------------------------------------- | ---------------------------- | ---------------- | ---------- | --------- | --------- |
| Partido Nacional                          | Herrerismo-Ruralismo                      | 241.939                                   | 24,07%                                    | 6/9                          | 499.425          | 49,68%     | 17/31     | 51/99     |
| Partido Nacional                          | Unión Blanca Democrática                  | 230.649                                   | 22,94%                                    | 0/9                          | 499.425          | 49,68%     | 17/31     | 51/99     |
| Partido Nacional                          | Nacionalismo Intransigente                | 26.522                                    | 2,64%                                     | 0/9                          | 499.425          | 49,68%     | 17/31     | 51/99     |
| Partido Nacional                          | Comp. al lema                             | 325                                       | 0,03%                                     | 0,03%                        | 499.425          | 49,68%     | 17/31     | 51/99     |
| Partido Nacional                          | Votos al lema                             | 315                                       | 0,03%                                     | 0,03%                        | 499.425          | 49,68%     | 17/31     | 51/99     |
| Partido Colorado                          | Lista 15                                  | 215.881                                   | 21,47%                                    | 2/9                          | 379.062          | 37,70%     | 12/31     | 38/99     |
| Partido Colorado                          | Lista 14                                  | 154.110                                   | 15,33%                                    | 1/9                          | 379.062          | 37,70%     | 12/31     | 38/99     |
| Partido Colorado                          | Unidad Batllista                          | 8.514                                     | 0,85%                                     | 0/9                          | 379.062          | 37,70%     | 12/31     | 38/99     |
| Partido Colorado                          | Votos al lema                             | 557                                       | 0,06%                                     | 0,06%                        | 379.062          | 37,70%     | 12/31     | 38/99     |
| Partido Colorado                          | Comp. al lema                             | 138                                       | 0,01%                                     | 0,01%                        | 379.062          | 37,70%     | 12/31     | 38/99     |
| Unión Cívica del Uruguay                  | Unión Cívica del Uruguay                  | Unión Cívica del Uruguay                  | Unión Cívica del Uruguay                  | 0/9                          | 37.625           | 3,74%      | 1/31      | 3/99      |
| Partido Socialista del Uruguay            | Partido Socialista del Uruguay            | Partido Socialista del Uruguay            | Partido Socialista del Uruguay            | 0/9                          | 35.478           | 3,53%      | 1/31      | 3/99      |
| Partido Comunista de Uruguay              | Partido Comunista de Uruguay              | Partido Comunista de Uruguay              | Partido Comunista de Uruguay              | 0/9                          | 27.080           | 2,69%      | 0/31      | 2/99      |
| Unión Demócrata Reformista                | Unión Demócrata Reformista                | Unión Demócrata Reformista                | Unión Demócrata Reformista                | 0/9                          | 19.979           | 1,99%      | 0/31      | 2/99      |
| Movimiento Renovador                      | Movimiento Renovador                      | Movimiento Renovador                      | Movimiento Renovador                      | 0/9                          | 6.325            | 0,63%      | 0/31      | 0/99      |
| Partido Clases Pasivas y Seguridad Social | Partido Clases Pasivas y Seguridad Social | Partido Clases Pasivas y Seguridad Social | Partido Clases Pasivas y Seguridad Social | 0/9                          | 142              | 0,01%      | 0/31      | 0/99      |
| Partido Obrero Revolucionario             | Partido Obrero Revolucionario             | Partido Obrero Revolucionario             | Partido Obrero Revolucionario             | 0/9                          | 142              | 0,01%      | 0/31      | 0/99      |
| Partido Laborista                         | Partido Laborista                         | Partido Laborista                         | Partido Laborista                         | 0/9                          | 52               | 0,01%      | 0/31      | 0/99      |
| Frente Obrero Sindical                    | Frente Obrero Sindical                    | Frente Obrero Sindical                    | Frente Obrero Sindical                    | 0/9                          | 52               | 0,01%      | 0/31      | 0/99      |
| Total de votos validos                    | Total de votos validos                    | Total de votos validos                    | Total de votos validos                    | 1.005.362                    | 1.005.362        | 1.005.362  | 1.005.362 | 1.005.362 |
| Total de electores habilitados            | Total de electores habilitados            | Total de electores habilitados            | Total de electores habilitados            | 1.410.105                    | 1.410.105        | 1.410.105  | 1.410.105 | 1.410.105 |

## Elecciones municipales

Resultados finales de las elecciones departamentales de 1958:
Partido Nacional
Partido Colorado

Simultáneamente, se realizaron las elecciones de 19 Concejos Departamentales (gobiernos municipales colegiados) y de las respectivas Juntas Departamentales. En Montevideo son 7 miembros e todos los demás Departamentos son 5 miembros. Es de destacar que solo en Artigas y Rivera hubo mayoría colorada (Partido Colorado), en todos los demás departamentos se eligieron Concejos Departamentales con mayoría blanca (Partido Nacional).
| Departamento   | Integrantes del Consejo electo | Partido          |
| -------------- | --- | ---------------- |
| Artigas        | Por la mayoría: Atilio Ferrandís, Luis A. Montossi y Ángel E. Riani                                                                                          | Partido Colorado |
| Artigas        | Por la minoría: Tomás Pólito y Blas Mello | Partido Nacional |
| Canelones      | Por la mayoría: Teodoro Piñatares, Omar Regueira y José Mato Diverio                                                                                         | Partido Nacional |
| Canelones      | Por la minoría: Rivera Berreta y Florencio Core | Partido Colorado |
| Cerro Largo    | Por la mayoría: Saviniano Pérez, Alembert Vaz y Rufino Pérez                                                                                                 | Partido Nacional |
| Cerro Largo    | Por la minoría: Rincón Artigas y Alfredo Artigas | Partido Colorado |
| Colonia        | Por la mayoría: Juan Carlos González Álvarez, Isabelino Arocena y Carminillo Mederos                                                                         | Partido Nacional |
| Colonia        | Por la minoría: Guillermo Newton y Camilo Grassi | Partido Colorado |
| Durazno        | Por la mayoría: Eduardo J. Pastor, Homero E. Andrade y B. Carballido Etchebarne                                                                              | Partido Nacional |
| Durazno        | Por la minoría: Ramón Aguirre y Tomás Parallada | Partido Colorado |
| Flores         | Por la mayoría: Alfredo Puig Spangenberg, Victor Elizalde y Ángel Fermín Ferrari                                                                             | Partido Nacional |
| Flores         | Por la minoría: Raúl G. Chavez y Ángel J. Areco | Partido Colorado |
| Florida        | Por la mayoría: Julio B. Pons, Arnoldo Camps Olivera y Washington Fernández Marin                                                                            | Partido Nacional |
| Florida        | Por la minoría: Donato Pécora y Oscar R. Gonzalez | Partido Colorado |
| Lavalleja      | Por la mayoría: Pedro Zabalza Arrospide, Juan M. Salaverry y Juan L. Otegui                                                                                  | Partido Nacional |
| Lavalleja      | Por la minoría: Andrés Nappa y Sarandí Martorell | Partido Colorado |
| Maldonado      | Por la mayoría: Francisco Salazar, Analio M. Orce y Adalberto González                                                                                       | Partido Nacional |
| Maldonado      | Por la minoría: Martín S. Marzano y Roque A. Masetti | Partido Colorado |
| Montevideo     | Por la mayoría: Daniel Fernández Crespo, Luis A. Fígoli, Daniel Hugo Martins y José A. Otamendi                                                              | Partido Nacional |
| Montevideo     | Por la minoría: Luis Batlle Berres (quien renunció para asumir en el Senado, asumiendo en su lugar José Lorenzo y Deal), Raúl Goyenola y Ponciano S. Torrado | Partido Colorado |
| Paysandú       | Por la mayoría: Carlos M. Seoane, Luis Chalela Silva y Juan P. Vidal                                                                                         | Partido Nacional |
| Paysandú       | Por la minoría: Alfredo Ferraris y Esteban F. Campal | Partido Colorado |
| Río Negro      | Por la mayoría: Miguel A. Elhordoy, Gregorio Bergereau y Conrado Chelone                                                                                     | Partido Nacional |
| Río Negro      | Por la minoría: Raúl A. Silva y Ricardo Hodges | Partido Colorado |
| Rivera         | Por la mayoría: Guido Machado Brum, Zenón A. García y Carlos de Mello                                                                                        | Partido Colorado |
| Rivera         | Por la minoría: Juan Carlos Ripoll y Cedar Rodríguez Ibarburu                                                                                                | Partido Nacional |
| Rocha          | Por la mayoría: Héctor Lucián Canzani, Carlos Julio Pereyra y Jaime Machado                                                                                  | Partido Nacional |
| Rocha          | Por la minoría: Francisco Rocca Crelis y Mauro Silva | Partido Colorado |
| Salto          | Por la mayoría: Juan Carlos Rocca, Alberto I. Gelpi y Leo Texeira Núñez                                                                                      | Partido Nacional |
| Salto          | Por la minoría: Orlando Invernizzi y Rutilo de Paula | Partido Colorado |
| San José       | Por la mayoría: Eufrasio H. Ferrou, Ricardo F. Figares y Rogelio A. Camy                                                                                     | Partido Nacional |
| San José       | Por la minoría: Francisco S. Donato y Eduardo Pascual | Partido Colorado |
| Soriano        | Por la mayoría: Carlos A. Magnone, Roque P. Gil y Ramiro Sierra                                                                                              | Partido Nacional |
| Soriano        | Por la minoría: Jacobo Guelman y Miguel A. Mazzeo | Partido Colorado |
| Tacuarembó     | Por la mayoría: Aristóteles Macedo, Antonio Chiesa y José Silveira Lizarazú                                                                                  | Partido Nacional |
| Tacuarembó     | Por la minoría: José Benelli e Hilario F. Correa | Partido Colorado |
| Treinta y Tres | Por la mayoría: Félix G. Olascoaga, Juan Luis Quintela y Genaro García                                                                                       | Partido Nacional |
| Treinta y Tres | Por la minoría: Raúl Orestes Gadea y Oscar Piedra | Partido Colorado |